# Little River of Great Bacolet
Little River of Great Bacolet är ett vattendrag i Grenada.   Det ligger i parishen Saint Andrew, i den sydöstra delen av landet, 13 km öster om huvudstaden Saint George's. Little River of Great Bacolet ligger på ön Grenada.